# Fabienne Weyermann
Fabienne Weyermann (* 3. März 1985) ist eine ehemalige Schweizer Leichtathletin. Sie war spezialisiert auf den Sprint und holte gesamthaft elf Schweizer Meistertitel im 100-, 200-Meter-Lauf und im 60-Meter-Lauf in der Halle.
Weyermann startete für den LV Langenthal und wurde zur Oberaargauer Einzelsportlerin des Jahres 2005, 2006, 2007 und 2008 gewählt. 2006 und 2007 schaffte sie das Triple Schweizer Meisterin im 100- und 200-Meter-Lauf sowie im 60-Meter-Lauf in der Halle. Ende 2010 trat sie vom Spitzensport zurück.
Von Beruf ist Fabienne Weyermann kaufmännische Angestellte. Sie ist 1,61 m gross, ihr Wettkampfgewicht betrug 51 kg.

## Erfolge
- 2005: 5. Rang U23-Europameisterschaften 100-Meter-Lauf; Schweizer Meisterin 100-Meter-Lauf; Schweizer Hallenmeisterin 60-Meter-Lauf
- 2006: Schweizer Meisterin 100-Meter-Lauf und 200-Meter-Lauf; Schweizer Hallenmeisterin 60-Meter-Lauf
- 2007: Schweizer Meisterin 100-Meter-Lauf und 200-Meter-Lauf; Schweizer Hallenmeisterin 60-Meter-Lauf
- 2008: Schweizer Meisterin 100-Meter-Lauf und Schweizer Hallenmeisterin 60-Meter-Lauf
- 2010: Schweizer Meisterin 100-Meter-Lauf

## Persönliche Bestleistungen
- 100-Meter-Lauf: 11,57 s, 16. Juli 2005 in Erfurt
- 200-Meter-Lauf: 24,00 s, 30. Juli 2006 in Olten
- 60-Meter-Lauf (Halle): 7,39 s, 17. Februar 2007 in St. Gallen